# Caroline Francischini
Caroline Capovila Francischini (n. 4 aprilie 1989) este un fotomodel brazilian. Francischini a câștigat în 2002 a 2-a ediție a  concursului Mega Model Riachuelo din Brazilia. De atunci, ea a apărut pe coperta revistei Elle (în edițiile braziliene și argentiniene) și în numeroase campanii de anunțuri și prezentări de modă.